# Alfa és Omega (film)
Az Alfa és Omega (eredeti cím: Alpha & Omega) 2010-ben bemutatott egész estés amerikai–kanadai 3D-s számítógépes animációs film, az Alfa és Omega-sorozat 1. része. A forgatókönyvet Christopher Denk és Steve Moore írta, az animációs filmet Anthony Bell és Ben Gluck rendezte, a zenéjét Chris Bacon szerezte, a producerei Ken Katsumoto, Steve Moore és Richard Rich voltak. A Crest Animation Productions készítette, a Lionsgate Films forgalmazta.
Az Amerikai Egyesült Államokban 2010. szeptember 17-én, Magyarországon 2010. október 21-én mutatták be a mozikban.

## Szereplők
| Szereplő | Eredeti hang      | Magyar hang        |
| -------- | ----------------- | ------------------ |
| Humphrey | Justin Long       | Papp Dániel        |
| Kate     | Hayden Panettiere | Pálmai Anna        |
| Tony     | Dennis Hopper     | Forgács Gábor      |
| Lilly    | Christina Ricci   | Stefanovics Angéla |
| Winston  | Danny Glover      | Ujlaki Dénes       |
| Eve      | Vicki Lewis       | Kovács Nóra        |
| Marcel   | Larry Miller      | Szilágyi Tibor     |
| Paddy    | Eric Price        | Józsa Imre         |
| Garth    | Chris Carmack     | Dányi Krisztián    |
| Salty    | Brian Donovan     | Karácsonyi Zoltán  |
| Mooch    | Eric Price        | Scherer Péter      |
| Shakey   | Kevin Sussman     | Minárovits Péter   |